# Stallingborough
Stallingborough – wieś w Anglii, w hrabstwie ceremonialnym Lincolnshire, w dystrykcie (unitary authority) North East Lincolnshire. Leży 46 km na północny wschód od Lincoln i 231 km na północ od Londynu. Miejscowość liczy 1195 mieszkańców.